# Canton d'Estissac
Le canton d'Estissac est une ancienne division administrative française, située dans le département de l'Aube.

## Géographie
Ce canton était organisé autour d'Estissac dans l'arrondissement de Troyes. 

## Histoire
Par le décret du 21 février 2014, le canton est supprimé à compter des élections départementales de mars 2015. Il est englobé dans le canton d'Aix-en-Othe.

## Administration

### conseillers généraux de 1833 à 2015
| Période | Période      | Identité                   | Étiquette           | Qualité                                                                                             |
| ------- | ------------ | -------------------------- | ------------------- | --------------------------------------------------------------------------------------------------- |
| 1833    | 1848         | Antoine-François Bazin     |                     | Avocat à Auxerre Propriétaire et maire de Bercenay-en-Othe Ancien député de l'Yonne (1815)          |
| 1848    | 1868 (décès) | Vicomte Amant de Rambourgt | Majorité dynastique | Magistrat à Troyes Député (1852-1868)                                                               |
| 1869    | 1877         | Victor Costel              | Droite              | Président du Tribunal civil de Bar-sur-Seine                                                        |
| 1877    | 1895         | Ernest Gérard              | Gauche              | Notaire - Maire d'Estissac                                                                          |
| 1895    | 1899 (décès) | Ernest Compérat            | Rad                 | Médecin à Estissac                                                                                  |
| 1899    | 1899 (décès) | Charles Dutreix            | Rad                 | Manufacturier à Troyes Député (1893-1899)                                                           |
| 1900    | 1919         | Charles Bonnet             | Rad                 | Meunier à Estissac                                                                                  |
| 1919    | 1940         | Léon Gateau                | Rad                 | Notaire à Estissac                                                                                  |
|         |              |                            |                     | |
| 1943    | 1945         | Udaric Linard              | ?                   | Maire d'Estissac Nommé conseiller départemental en 1943                                             |
|         |              |                            |                     | |
| 1945    | 1949         | Paul Vernier               | SFIO                | Cultivateur à Estissac                                                                              |
| 1949    | 1955         | Georges Mollet             | DVD                 | Inspecteur divisionnaire honoraire de la SNCF                                                       |
| 1955    | 1967         | Georges Noël               | SFIO                | Cultivateur - Maire d'Estissac (1944-1971)                                                          |
| 1967    | 1973         | Gilbert Boudin (1918-1999) | SFIO puis PS        | Instituteur Maire d'Estissac (1971-1989)                                                            |
| 1973    | 1979         | Michel Baroin              | DVD                 | Grand-Maître du GODF (1977-1978) Président de la GMF (1974-1987)                                    |
| 1979    | 1985         | Gilbert Boudin             | PS                  | Maire d'Estissac (1971-1989)                                                                        |
| 1985    | 1998         | Guy Raphanaud              | DVD                 | Commandant de l'armée de l'air en retraite Maire de Messon (1982-1995)                              |
| 1998    | 2004         | Lucien Bonenfant           | RPR                 | Gérant de société Maire de Prugny (1989-2008)                                                       |
| 2004    | 2015         | Didier Leprince            | DVD puis UMP        | Cadre d'entreprise Maire de Fontvannes depuis 2001 Elu en 2015 dans le nouveau Canton d'Aix-en-Othe |

### Conseillers d'arrondissement (de 1833 à 1940)
| Période                                  | Période      | Identité                                | Étiquette        | Qualité |
| ---------------------------------------- | ------------ | --------------------------------------- | ---------------- | --- |
| 1833                                     | 1848         | Louis Charles Marie Huguenot des Marest |                  | Propriétaire à Estissac                                                                                     |
|                                          |              |                                         |                  | |
| 1919                                     | 1922         | Jules Aubry                             | RG               | Maire de Fontvannes                                                                                         |
| 1922                                     | 1928         | Alfred Somny                            | Radical          | Conseiller municipal d'Estissac                                                                             |
| 1928                                     | 1932 (décès) | Michel Fenat                            |                  | Greffier à Estissac                                                                                         |
| 1932                                     | 1940         | Henri Haussmann                         | Bloc des droites | Médecin à Estissac                                                                                          |
| 1940                                     |              |                                         |                  | Les conseils d'arrondissement ont été suspendus par la loi du 12 octobre 1940 et n'ont jamais été réactivés |
| Les données manquantes sont à compléter. |              |                                         |                  | |

## Composition
Le canton d'Estissac regroupait dix communes et comptait 5 987 habitants, selon le recensement de 2009.
| Communes            | Population (2012) | Code postal | Code Insee |
| ------------------- | ----------------- | ----------- | ---------- |
| Bercenay-en-Othe    | 363               | 10190       | 10037      |
| Bucey-en-Othe       | 437               | 10190       | 10066      |
| Chennegy            | 460               | 10190       | 10096      |
| Estissac            | 1 783             | 10190       | 10142      |
| Fontvannes          | 538               | 10190       | 10156      |
| Messon              | 402               | 10190       | 10240      |
| Neuville-sur-Vanne  | 432               | 10190       | 10263      |
| Prugny              | 395               | 10190       | 10307      |
| Vauchassis          | 531               | 10190       | 10396      |
| Villemaur-sur-Vanne | 475               | 10190       | 10415      |

## Démographie
| 1962  | 1968  | 1975  | 1982  | 1990  | 1999  | 2006  | 2011  | 2012  |
| ----- | ----- | ----- | ----- | ----- | ----- | ----- | ----- | ----- |
| 4 528 | 4 359 | 4 373 | 4 890 | 5 125 | 5 264 | 5 765 | 6 054 | 6 103 |